# Praia (Concelho)
Praia ist ein Distrikt (concelho) auf der Insel Santiago im Süden der Kapverdischen Inseln. Der Hauptort des Distrikts ist Praia, der Hauptort der Landes.

## Geschichte
Praia ist einer der ältesten Distrikte der Kapverden. Er wurde im 18. Jahrhundert gegründet, als die damalige Stadt Praia de Santa Maria den Status einer Stadt erhielt und zur neuen Hauptstadt der portugiesischen Herrschaft Kap Verde wurde. Im Laufe der Geschichte wurde das Gemeindegebiet aufgrund des Bevölkerungswachstums immer weiter verkleinert. Zuletzt wurde 2005 Ribeira Grande de Santiago abgespalten und zu einem eigenen Distrikt.

## Orte
- Praia
- São Francisco
- São Jorginho
- São Martinho Grande
- São Martinho Pequeno
- Trindade

## Einwohner
| Jahr | Einwohner |
| ---- | --------- |
| 1990 | 098.118   |
| 2010 | 131.602   |
| 2021 | 142.009   |